# هاناساكا جيسان
هاناساكا جيسان (بالإنجليزية: hanasaka jiisan)‏ وتسمى أيضاً (بالإنجليزية: hanasaka jiijii)‏ هي عبارة عن حكاية خرافية لجنية يابانية. وقد حررها المحرر الخيرنون فرى مان ميتفورد وصنفها كقصص يابانية قديمه كقصة الرجل العجوز الذي جعل الأشجار الذابلة تتفتح وقد ترجمها دافيد ثوموثون مثل قصة الرجل العجوز الذي جعل الأشجار الميتة تتفتح وهذا من أجل تكوين سلسله لقصص الجنيات اليابانية للمؤلف أسيجاوا تاكيخير لعام 1885. وقد قام أندرو لانج بضم هذه القصة إلى كتابه الجنيه العنيفة لكى يقوم بعمل قائمه بمصادرهم مثل خابانشى مارشن.

## أحداث القصة
تدور القصة حول حياة زوجين ليس لديهم أطفال، ولديهم كلبًا. وذات يوم وعندما كان الكلب يحفر في الحديقة وجد الزوجين صندوق به قطع ذهبية. وفكر جارهم في أن هذا الكلب له القدرة على اكتشاف الكنوز ونجح في أخد الكلب منهم. وعندما كان الكلب يحفر في الحديقة وجدوا فقط عظامه لان هذا الجار قام بقتله وأخبرهم أنه قد مات. واكتئب الزوجان وقامو بدفن الكلب تحت شجرة التوت التي يقع عندها الكنز.
وذات ليلة حلم صاحب الكلب بأن الكلب يخبره بأن يقطع هذه الشجرة ويقوم بصنع بدلاً منها هاون للطحن. وأخبر الزوج زوجته أنهم من المفترض أن يفعلو مثلما أخبرهم الكلب. وعندما فعلو هذ، وضعوا الأرز في هذا الهاون فتحول إلى ذهب. وقد حاول الجار أن يفعل مثلما فعلو، ولكن الأرز تحول إلى رائحه كريهه، وبعد ذلك قام الزوج وزوجته بتكسسير وحرق هذا الهاون.
وفي هذا المساء أثناء هذا الحلم أخبر الكلب أيضاً صاحبه بأن يأخذ الخشب (الرماد) والكرز الموجود في شجرة لاكرز. وعندما فعل صاحب الكلب مثلما أخبره، بدات الشجرة تزدهر وذهب إليها الديمو، ووجدها غاية في الجمال وأعطى له الكثير من الهدايا. وحاول الجار أن يفعل مثلما فعلوا ولكن الرماد تطاير في أعين الديمو ولهذا قام بوضعه في السجن، وعندما أطلق سراحه منعته قريته بأن يعيش فيها أكثر من ذلك ولهذا السبب لم يستطيع أن يجد منزل جديد بسبب هذه العادات القاسية للقرية.